# Wasilij Grossman
Wasilij Siemionowicz Grossman (ros. Василий Семёнович Гроссман, właśc. Iosif Sołomonowicz Grossman (ros. Иосиф Соломонович Гроссман); ur. 29 listopada?/12 grudnia 1905 w Berdyczowie, zm. 14 września 1964 w Moskwie) – rosyjski pisarz i dziennikarz. Autor utworów batalistycznych, przenikniętych refleksją historiozoficzną oraz oskarżeniami wobec systemu sowieckiego.

## Życiorys

### Młodość
Przyszedł na świat jako Iosif Sołomonowicz Grossman w Berdyczowie, w ówczesnym Imperium Rosyjskim w zaborze rosyjskim (dzisiaj Ukraina) w oświeceniowej rodzinie żydowskiej i nie odebrał tradycyjnego żydowskiego wykształcenia. Rosyjska niania nazywała go nie Josią a Wasią (zdrobnienie imienia Wasilij), co cała rodzina zaakceptowała. Jego ojciec miał socjaldemokratyczne przekonania i związał się z mienszewikami. Młody Wasilij Grossman zaangażował się – z idealistycznych pobudek – w rewolucję bolszewicką.
Grossman zaczął pisywać krótkie opowiadania podczas studiów na Moskiewskim Uniwersytecie Państwowym, co kontynuował później, pracując jako inżynier w Donbasie. Jedno z jego pierwszych opowiadań, W mieście Berdyczowie (В городе Бердичеве), zwróciło nań uwagę takich twórców jak Maksim Gorki i Michaił Bułhakow. Na tej 4-stronicowej historii oparty był film Komisarz w reżyserii Aleksandra Askoldowa z roku 1967, którego premiera miała miejsce dopiero w czasach głasnosti w lipcu 1987 roku.
W połowie lat 30. XX wieku Grossman porzucił swe inżynierskie zajęcie i poświęcił się całkowicie pisarstwu. Do roku 1936 opublikował dwa tomiki opowiadań, a w 1937 został przyjęty do Związku Pisarzy ZSRR. W czasie tzw. wielkiej czystki funkcjonariusze NKWD aresztowali wielu jego przyjaciół i krewnych, w tym także jego konkubinę, Olgę Huber. Przez wiele miesięcy zabiegał u władz o jej zwolnienie, pisząc listy do premiera Kalinina i szefa NKWD Jeżowa, ostatecznie uzyskując jej zwolnienie w roku 1938.

### Korespondent wojenny
Kiedy hitlerowskie Niemcy uderzyły na ZSRR w 1941 roku, matka Grossmana znalazła się w zajętym przez Niemców Berdyczowie, gdzie podzieliła los 20 000 do 30 000 zamordowanych Żydów, którzy nie zdołali uciec z miasta. Grossman zgłosił się na ochotnika na front, ale został uznany za niezdolnego do służby wojskowej; zgłosił się więc do redakcji gazety Armii Czerwonej „Krasnaja zwiezda”, gdzie na własną prośbę został korespondentem wojennym. W trakcie trwania zmagań opisywał największe bitwy: pod Moskwą, stalingradzką, na łuku kurskim i berlińską. Obok reportaży z pola bitwy w gazetach ukazywały się jego opowiadania (jak na przykład Lud jest nieśmiertelny (Народ бессмертен)). Powieść Stalingrad (1950), wydana później pod zmienionym tytułem Za dobrą sprawę (За правое дело), oparta została na jego osobistych przeżyciach.
Sporządzone przez Grossmana opisy nazistowskich czystek etnicznych na Ukrainie i w Polsce oraz relacje z wyzwolonych przez Armię Czerwoną obozów koncentracyjnych Treblinka i Majdanek były jednymi z pierwszych – od roku 1943 – zapisów tego, co później przyjęło miano Holocaustu. Jego artykuł Piekło Treblinki z roku 1944 został wykorzystany podczas procesu norymberskiego przez prokuratorów.

### Konflikt z reżimem
Grossman brał udział w tworzeniu Czarnej Księgi powstałej z inicjatywy Żydowskiego Komitetu Antyfaszystowskiego w celu dokumentowania zbrodni Holocaustu. Powojenne wycofanie Czarnej Księgi przez władze sowieckie wstrząsnęło nim do głębi i spowodowało, że zaczął podawać w wątpliwość swe oddanie dla reżimu stalinowskiego. Początkowo cenzorzy zażądali dokonania w tekście Księgi zmian informacji, że zbrodnie miały specyficznie antysemicki charakter, a także na temat roli, jaką odgrywali u boku Niemców ukraińscy policjanci. Wreszcie, w roku 1948, sowiecka edycja Księgi została całkowicie zastopowana. Poeta Siemion Lipkin, przyjaciel Grossmana, twierdził, że stalinowska powojenna kampania antysemicka złamała wiarę Grossmana w doskonałość sowieckiego systemu:
W 1946… spotkałem się z przyjaciółmi, Inguszem i Bałkarem, których rodziny w czasie wojny zostały deportowane do Kazachstanu. Powiedziałem o tym Grossmanowi, a on na to: „Może to było konieczne z przyczyn wojskowych.” Zapytałem więc: „…Powiedziałbyś tak samo, gdyby to dotyczyło Żydów?” Powiedział, że tak by się nigdy nie stało. W kilka lat później w „Prawdzie” ukazał się jadowity artykuł wymierzony w „kosmopolitów”. Grossman napisał do mnie, że jednak miałem rację. Przez wiele lat Grossman nie czuł się wcale Żydem. To kampania przeciw kosmopolitom obudziła w nim Żyda.
Grossman krytykował kolektywizację i represje wobec rolników, które doprowadziły do wielkiego głodu na Ukrainie. Napisał, że „dekret [o obowiązkowych dostawach zboża] spowodował, że chłopi z Ukrainy, znad Donu i Kubania zostali skazani na śmierć głodową, skazani na śmierć wraz ze swymi małymi dziećmi”.
W związku z prześladowaniem przez władze zaledwie kilka powojennych prac Grossmana zostało opublikowanych za jego życia. Gdy oddał do wydawnictwa swą najważniejszą książkę Życie i los (Жизнь и судьба, 1959), KGB włamało się do jego mieszkania. Maszynopis, jego kalkowe kopie, notatki, a nawet taśmy do maszyny zostały skonfiskowane.
Po śmierci Stalina Grossman napisał do Chruszczowa: „Jaki jest sens w tym, że ja jestem fizycznie wolny, podczas gdy książka, dzieło mego życia, jest w areszcie… nie wyrzeknę się jej… proszę o wolność dla mojej książki”. Ideolog Politbiura Michaił Susłow powiedział Grossmanowi, że jego książka nie zostanie wydana przez co najmniej trzysta lat:
Nie czytałem waszej powieści, ale dokładnie przeczytałem recenzje na jej temat, gdzie znajduje się wiele cytatów z waszej książki. Zobaczcie, ile porobiłem z tego notatek… Dlaczego mielibyśmy dodać waszą książkę do bomb atomowych, które wróg chce wystrzelić przeciw nam?… Dlaczego mielibyśmy opublikować waszą książkę i wywołać publiczną dyskusję na temat, komu się Związek Radziecki podoba, a komu nie?
Życie i los, podobnie jak jego ostatnia książka o głodzie na Ukrainie Wszystko płynie... (Всё течёт…, 1961), były uważane za zagrożenie dla reżimu totalitarnego, a w rezultacie pisarz-dysydent stał się nikim. Grossman zmarł na raka żołądka w roku 1964, nie wiedząc, czy jego książki trafią kiedykolwiek do rąk czytelników.
Pochowany na Cmentarzu Trojekurowskim w Moskwie.

## Twórczość

### Powieści
- 1937-1940 – Stiepan Kolczugin (ros. Степан Кольчугин) – trylogia
- 1942 – Naród jest nieśmiertelny (ros. Народ бессмертен)
- 1954 – Za słuszną sprawę (ros. За правое дело) – pierwsza część dylogii o bitwie stalingradzkiej
- 1970 – Wszystko płynie... (ros. Всё течёт…)
- 1980 – Życie i los (ros. Жизнь и судьба) – druga część dylogii o bitwie stalingradzkiej

### Nowele i opowiadania
- W mieście Berdyczowie (ros. В городе Бердичеве) – debiut literacki
- Kucharka (ros. Кухарка)
- Droga (ros. Дорога)
- Stalingrad (ros. Сталинград)
- Stary nauczyciel (ros. Старый учитель)
- Łoś (ros. Лось)
- Abel (Szósty sierpnia) (ros. Авель (Шестое августа))
- Glukauf (ros. Глюкауф)

### Dramaty
- 1946 – Jesli wierit’ pifagoriejcam (ros. Если верить пифагорейцам)

### Publicystyka
- 1944 – Piekło Treblinki (ros. Треблинский ад)
- 1945 – Lata wojny: (1941–1945) (ros. Годы войны) – zbiór reportaży
- 1946 – Czarna księga – praca zbiorowa o Holokauście; Grossman wraz z Ilją Erenburgiem był przewodniczącym kolegium redakcyjnego książki